# محمد تقي بيغ (درونغر)
محمد تقي بيغ (بالفارسية: محمدتقی بیگ) هي قرية تقع في إيران في قسم درونغر الريفي. يقدر عدد سكانها بـ 435 نسمة بحسب إحصاء 2016.